# Hôtel de Rohan (Paris)
Pour les articles homonymes, voir Hôtel de Rohan.
Ne doit pas être confondu avec Hôtel de Rohan-Guémené.
L’hôtel de Rohan, construit par l'architecte Pierre-Alexis Delamair, à partir de 1705 pour la famille de Rohan, abrite aujourd'hui, avec l'hôtel de Soubise attenant, une partie des Archives nationales. Ce monument situé à l'angle de la rue Vieille du Temple et de la rue des Quatre Fils, fait l’objet d’un classement au titre des monuments historiques depuis le 27 novembre 1924.

## Historique

### L'hôtel de Rohan sous les quatre cardinaux
Armand-Gaston-Maximilien de Rohan, fils de la princesse de Soubise, évêque de Strasbourg depuis 1704 et futur cardinal de Rohan, fait construire à partir de 1705, par l'architecte Pierre-Alexis Delamair, un hôtel particulier sur un terrain contigu à l'hôtel de Soubise, occupé par ses parents.
Après la mort d'Armand-Gaston, en 1749, trois cardinaux de Rohan et évêques de Strasbourg vécurent successivement dans cet hôtel.
Tout d'abord, Armand de Rohan-Soubise, neveu d'Armand-Gaston de Rohan qui lui succède et prend le nom de Cardinal de Soubise. C'est lui qui fait achever la cour des écuries par son architecte, Saint-Martin.
Après lui vient en 1756, Louis-Constantin de Rohan-Montbazon, ancien capitaine de vaisseau, entré dans les ordres, évêque-prince de Strasbourg en 1756, cardinal en 1761, qui meurt en 1779.
Ce dernier a pour successeur à l'hôtel de Rohan et à l'évêché de Strasbourg son cousin, Louis-René-Edouard de Rohan, qui sera cardinal et Grand Aumônier de France, et, en 1785, l'une des victimes de l’escroquerie du Collier de la reine.

### Après la Révolution
Sous la Révolution, l'hôtel de Rohan est mis sous séquestre et le mobilier dispersé, notamment la très riche bibliothèque, disposée au rez-de-chaussée, dont une partie se trouve aujourd'hui rassemblée à la Bibliothèque de l'Arsenal.
L'hôtel de Rohan suit le sort de l'hôtel de Soubise et est acquis par l'État, sur ordre de Napoléon Ier, en 1808. L'imprimerie impériale, puis royale, puis nationale s'installe dans les lieux en 1809.
Resserrée au début de son implantation dans le quadrilatère de l'hôtel de Rohan, sur un terrain de 8 000 mètres carrés, l'imprimerie, ne cesse de s'agrandir sur toutes les parcelles encore vierges de bâtiments, allant jusqu'à couvrir plus de 10 000 mètres carrés vers 1920. Le jardin de l'hôtel est alors couvert d'ateliers, qui masquent sa façade occidentale, au niveau du rez-de-chaussée.
Les espaces intérieurs de l'hôtel sont utilisés comme bureaux. Une grande partie des boiseries sont alors déposées, l'escalier d'honneur est en quasi-totalité déconstruit pour permettre l'installation de bureaux à son emplacement. L'Imprimerie Nationale finit par manquer d'espace, dans des locaux inadaptés à ses activités.
Les façades du bâtiment principal de l'hôtel de Rohan sont classées Monuments historiques par arrêté du 27 novembre 1924. Sont également classés, le grand vestibule, au rez-de-chaussée du corps de logis principal, le grand salon du premier étage, voisin du Cabinet des singes (déjà classé depuis 1900), la voussure du grand escalier détruit, l'escalier de gauche à rampe armoriée, montant jusqu'au deuxième étage  .
Lorsque l'Imprimerie nationale quitte les lieux en 1927 pour s'installer dans les locaux construits pour elle rue de la Convention, le directeur des Archives de France, Charles-Victor Langlois, bataille pour sauver l'ensemble et le faire attribuer aux Archives nationales. À cet effet, il publie dès 1922 un historique et un descriptif détaillés des lieux .

### Les Archives nationales à l'hôtel de Rohan
Le 25 novembre 1926, le Sénat adopte l'article unique d'une loi qui sauvait l'hôtel de Rohan de la destruction. La loi est enfin promulguée le 4 janvier 1927, puis Le décret d'affectation aux Archives nationales signé le 22 janvier 1927. En vertu de la loi du 9 décembre 1927 et de la loi de finances du 27 décembre suivant, des crédits d'un montant respectif de 800 000 et 1 million de francs, sont inscrits au budget de l'administration des Beaux-Arts pour permettre d'entreprendre la remise en état et l'aménagement des bâtiments de l'hôtel de Rohan. Bien que la direction de l’École des chartes ait renoncé le 11 novembre 1928 à la proposition de s'installer dans l'hôtel de Rohan, on en resta au projet de remise en état des bâtiments examiné par la commission des Monuments historiques, à savoir la restauration du gros œuvre, la reconstruction du petit et du grand escalier et la remise en état des appartements du premier étage. Il ne fut pas question de réaménager au rez-de-chaussée ce qui était autrefois la célèbre bibliothèque réunie par le cardinal Armand-Gaston de Rohan.
La restauration est menée avec une fidélité exemplaire par l'architecte Robert Danis, qui restitue notamment de toutes pièces, le grand escalier, que l'Imprimerie Nationale avait fait détruire pour y aménager des bureaux .
Le palais rénové est inauguré le 30 mai 1938 par le président de la République Albert Lebrun.
L'importance des surfaces nouvelles obtenues dans l'hôtel rénové ne cessa pas de susciter les convoitises d'autres services de l’État : Ministère des finances ou marine marchande. Mais, la proposition de loi sur les archives notariales constituait un solide argument pour accueillir un nouveau service, qui put occuper pleinement les locaux. Ce fut le Minutier central des notaires de Paris, installé dans l'hôtel de Rohan en 1932.
Tous Les anciens locaux de service de l'hôtel, en particulier les écuries, autour de la cour des Chevaux du soleil, sont alors équipés de rayonnages, pour accueillir les anciennes minutes des notaires parisiens.
La dépose et la mise à l'abri en septembre 1939, dans les caveaux du Panthéon, des éléments majeurs des décors du XVIIIe siècle de l'hôtel de Rohan et leur repose en 1946, ont sans doute permis, outre leur sauvetage pendant la guerre, d'assurer leur restauration (entre autres pour ce qui concerne les décors du salon des Singes) et leur mise en valeur à l'issue de celle-ci.
Depuis la Seconde Guerre mondiale, bien des agrandissements et des modifications ont été programmées par les directeurs généraux successifs des Archives de France, sans jamais porter atteinte au site urbain constitué par les deux hôtels et leur jardin central.
À la demande de Charles Braibant, l'architecte Charles Musetti est ainsi appelé à bâtir un bloc de magasins le long du jardin, venant compléter le plan inachevé des architectes de la Monarchie de Juillet.
Il édifie ensuite, entre 1962 et 1968, à la demande d'André Chamson, deux ailes basses en équerre joignant l'hôtel de Rohan à l'hôtel de Jaucourt récemment acquis. Enfin c'est encore lui qui dote les Archives des premiers équipements techniques indispensables, atelier photographique, atelier de microfilmage, à l'angle des rues Vieille-du-Temple et des Quatre-Fils.

## Architecture

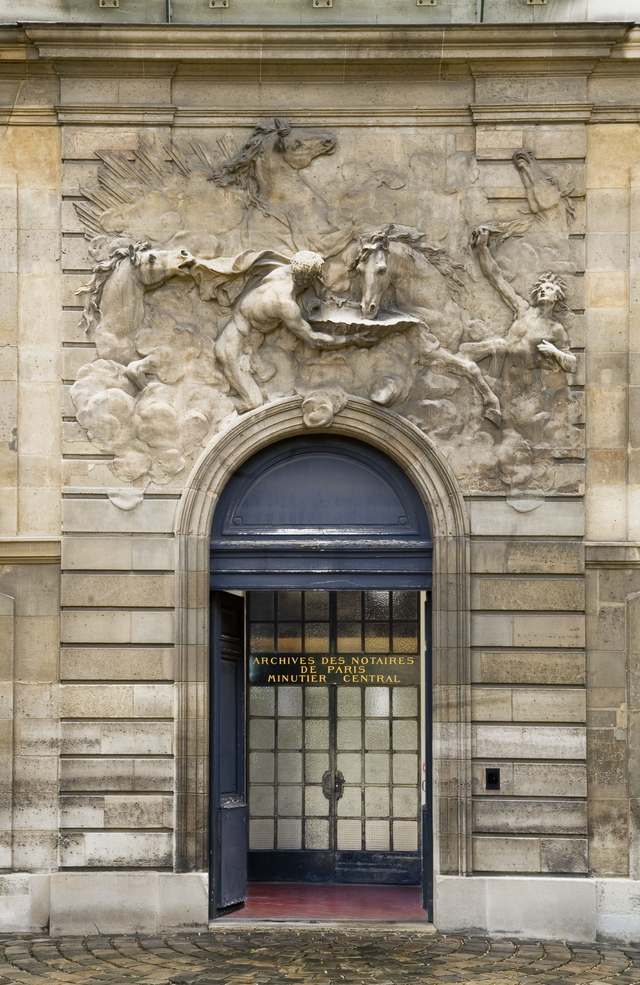
Robert Le Lorrain, Les Chevaux du Soleil.

### Les façades
Pour la construction de la façade sur le jardin de l'hôtel, à l'Ouest, l'architecte Pierre Alexis Delamair choisit, après quelques hésitations, une œuvre très classique. Il opte pour la solution la plus majestueuse, avec un développement sur treize travées et trois niveaux, un avant-corps central à colonnes, large de trois travées de baies cintrées, surmonté d'un fronton triangulaire.
Les deux travées de chaque extrémité sont légèrement en retrait afin de donner plus de relief à cette longue façade.
La sculpture décorative est confiée aux mêmes ornemanistes qui travaillaient sur l'hôtel de Soubise.
Du côté de la cour d'honneur, l'édifice présente  une façade plus étroite et plus sobre, encadrée sur chaque côté de la cour par des bâtiments de service plus bas, surmontés d'un comble en brisis. L'axe de cette façade sur cour présente la particularité d'être décalé vers le Sud par rapport à celui de la façade sur jardin, plus développée, pour laisser la place à la cour des écuries, sur le côté Nord de la cour d'honneur . La même particularité se retrouve à l'hôtel Salé, aujourd'hui Musée Picasso, construit quelques années auparavant.

#### Les dépendances
Progressivement, le cardinal réalise son dessein qui était de disposer de vastes espaces pour ses écuries, ses remises et ses domestiques. Des maisons sont acquises et rasées de 1714 à 1736, pour permettre la construction d'une grande cour des écuries de plan carré, aussi dessinée par Delamair, puis d'une seconde plus petite cour, avec portail ouvrant sur la rue des Quatre-Fils.
Pour la porte principale des écuries, percée entre deux abreuvoirs, l'architecte propose un motif monumental à l'inspiration mythologique et à l'esthétique versaillaise : un grand haut-relief du sculpteur Robert Le Lorrain subtilement intégré dans les lignes de la construction et représentant les serviteurs d'Apollon venant désaltérer les chevaux du char du Soleil après leur course ardente.
Ce chef-d’œuvre semble un peu postérieur aux premiers travaux du palais, entre 1731 et 1738.

### Décor intérieur
C'est sous le second cardinal de Soubise, qu'ont été décorés les appartements du Palais de Rohan tels que nous pouvons aujourd'hui les admirer .
Ces travaux ont été exécutés entre 1749 et 1752 sous la direction de Pierre-Henri de Saint-Martin, son architecte attitré . Le rez-de-chaussée n'a rien conservé de sa décoration ancienne. Le grand vestibule ovale de forme allongée dessert à la fois un salon carré donnant sur le jardin au fond, un escalier de service ancien sur la gauche, et le majestueux escalier d'honneur rénové sur la droite.

#### Salons du premier étage
Les  grands appartements du premier étage comprennent une vaste antichambre de cinq fenêtres ornée autrefois de onze portraits. Cette pièce n'a rien conservé de sa décoration ancienne, comme la salle suivante. Néanmoins, à l'époque moderne, ces deux pièces ont été tendues de dix tapisseries d'Aubusson à sujets chinois (chasse, pêche, paysannerie) tissées d'après des cartons de Boucher.
La salle suivante, servant de salle à manger, était garnie de peintures en grisaille de Paolo Antonio Brunetti , analogues à celles de l'escalier du Palais Soubise, et dont rien n'a été conservé.
On entre ensuite dans la salle de compagnie ou salon de musique, dont le décor date du deuxième cardinal (1750-1751). Seules quelques boiseries sculptées blanc et or en ont été conservées. Par une porte au fond de la salle de compagnie, on passe dans le petit appartement, plus bas de plafond et éclairé sur la cour. Il comprenait une garde-robe et une petite antichambre, communiquant avec l'escalier de service, toutes deux remplacées aujourd'hui par une pièce carrée donnant accès à la chambre à coucher du cardinal.
Cette pièce est ornée d'une belle glace de cheminée et d'un trumeau entre les fenêtres. Les portes sont anciennes, deux toiles de Boucher, remises au Louvre en 1911, se trouvaient en dessus-de-porte. À côté de la chambre, un cabinet et un serre-papier, desservis par un corridor et un escalier dérobé qui existe encore, constituent aujourd'hui une seule pièce où l'on a disposé des boiseries vert et or des fables d'Ésope, provenant des petits appartements du Palais Soubise.
L'enfilade du côté du jardin se termine par le fameux  Cabinet des singes, lui aussi décoré en 1749-1750. Il  a perdu sa cheminée, remplacée aujourd'hui par une cheminée ancienne provenant de démolitions parisiennes. Ses magnifiques panneaux de lambris, y compris la porte d'entrée ont été peints par le grand ornemaniste Christophe Huet. On y voit des scènes champêtres où s'ébattent des Chinois et des Chinoises de convention, qui jouent à des jeux très occidentaux (la Chandelle ou le Colin-maillard par exemple). Le reste de la décoration est fait de rinceaux fleuris où jouent des oiseaux, des insectes, des singes enfin qui ont donné leur nom à ce chef-d’œuvre de la décoration sous Louis XV.

#### Salons du rez-de-chaussée
Rien n'a été conservé du décor initial des années 1750, au rez-de-chaussée de l'hôtel, qui comporte côté cour un vestibule d'entrée au centre de la façade, un petit escalier à gauche et l'escalier d'honneur à droite, adjacent à la cour des écuries au Nord. Côté jardin, cinq grandes pièces en enfilade ont vue sur le jardin, dont les trois plus au Nord étaient occupées par la bibliothèque.
Un accord signé le 12 juillet 2011 entre le ministère de la Culture, la Banque de France et, en tant que mécène, le World Monuments Fund alors dirigé par Bertrand du Vignaud, a prévu de réinstaller à ce niveau les décors de la Chancellerie d'Orléans, comprenant des plafonds peints par Charles-Antoine Coypel, Jean-Jacques Lagrenée et Louis Jean Jacques Durameau et des sculptures d'Augustin Pajou.
En 2015, une exposition à l'hôtel de Soubise a présenté le chantier de restauration, qui a nécessité d'importants travaux d'adaptation, dont un décaissement du sol de 50 cm. Le remontage des décors débute sur le site en septembre 2018,,,, et ils sont inaugurés par Roselyne Bachelot, ministre de la Culture, le 19 octobre 2021, avant l'ouverture au public en visite guidée bimensuelles, le 5 mars 2022. Il est prévu, qu'à terme, la Banque de France lègue à l'État les décors.
L'ouverture de l'hôtel de Rohan tout entier, après la fin des travaux de rénovation du quadrilatère des Archives, prévue pour 2023, va constituer avec l'hôtel de Soubise voisin, un remarquable ensemble historique et patrimonial, témoin de l'art de vivre de l'aristocratie parisienne au XVIIIe siècle.

## Galerie

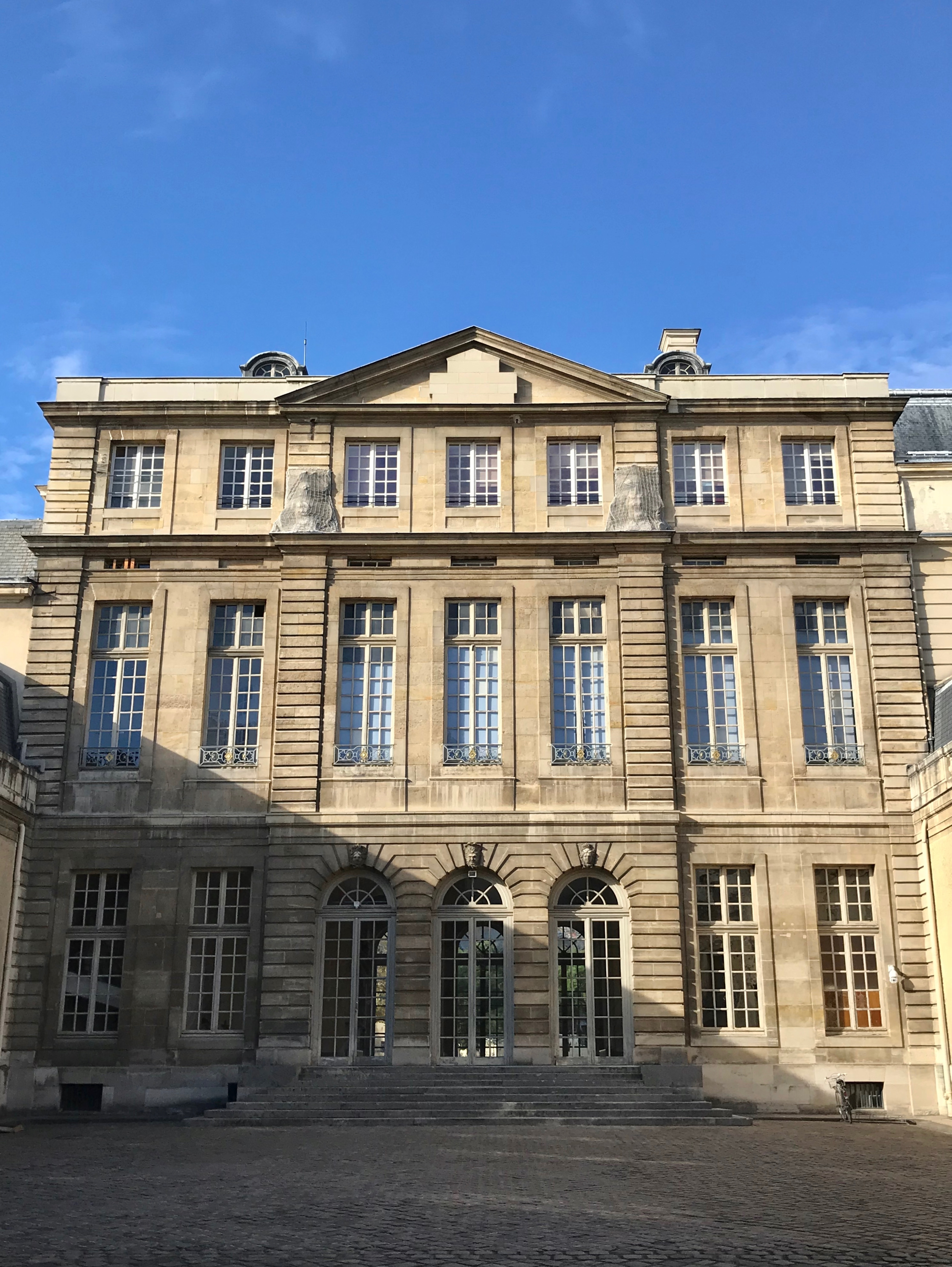
Façade sur cour
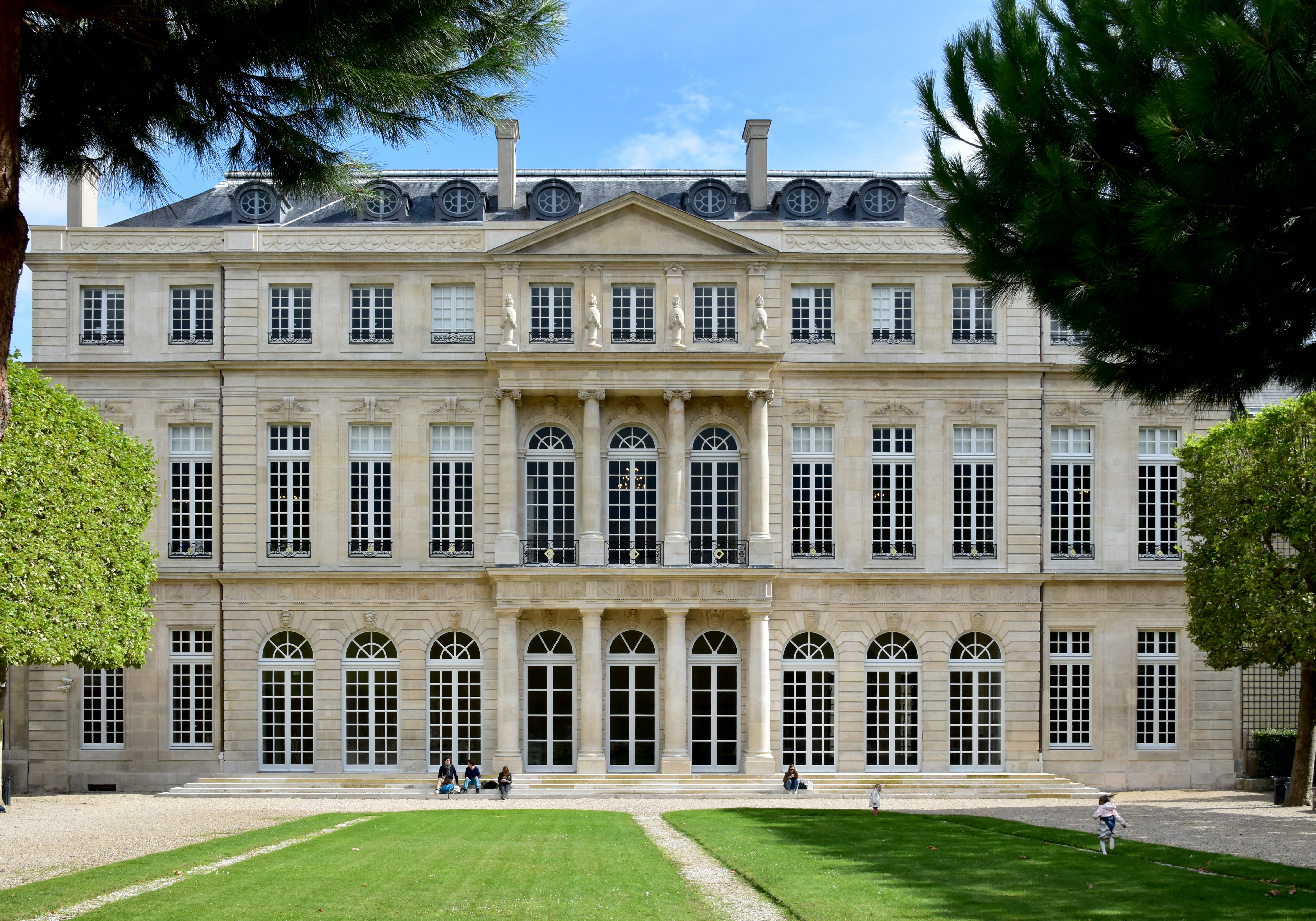
Façade sur jardin
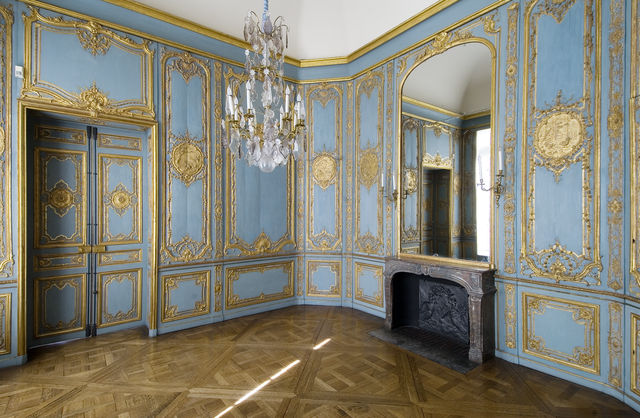
Cabinet des Fables
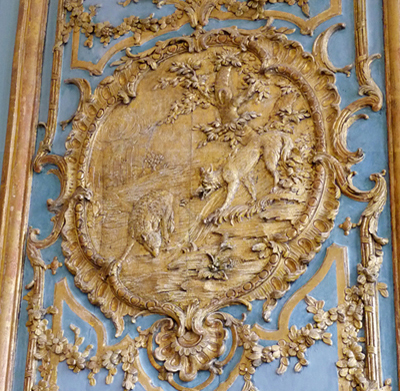
Cabinet des Fables. Détail des boiseries, "Le loup et l'agneau", dans les appartements des enfants du prince
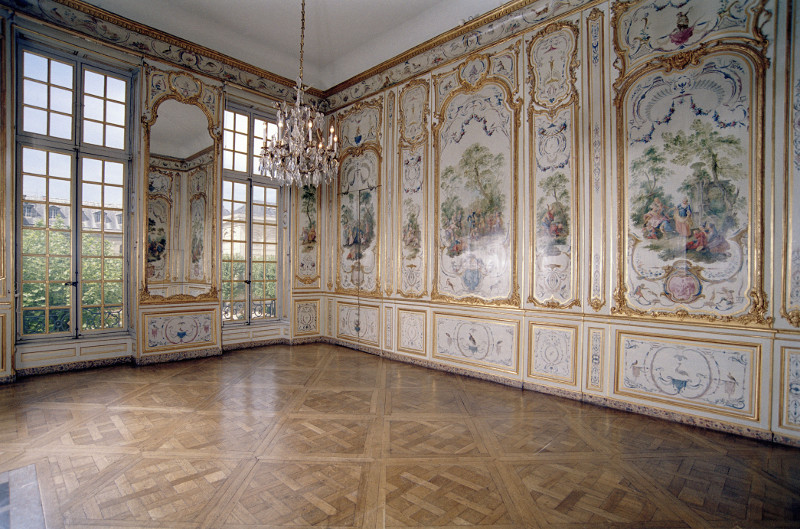
Cabinet des singes
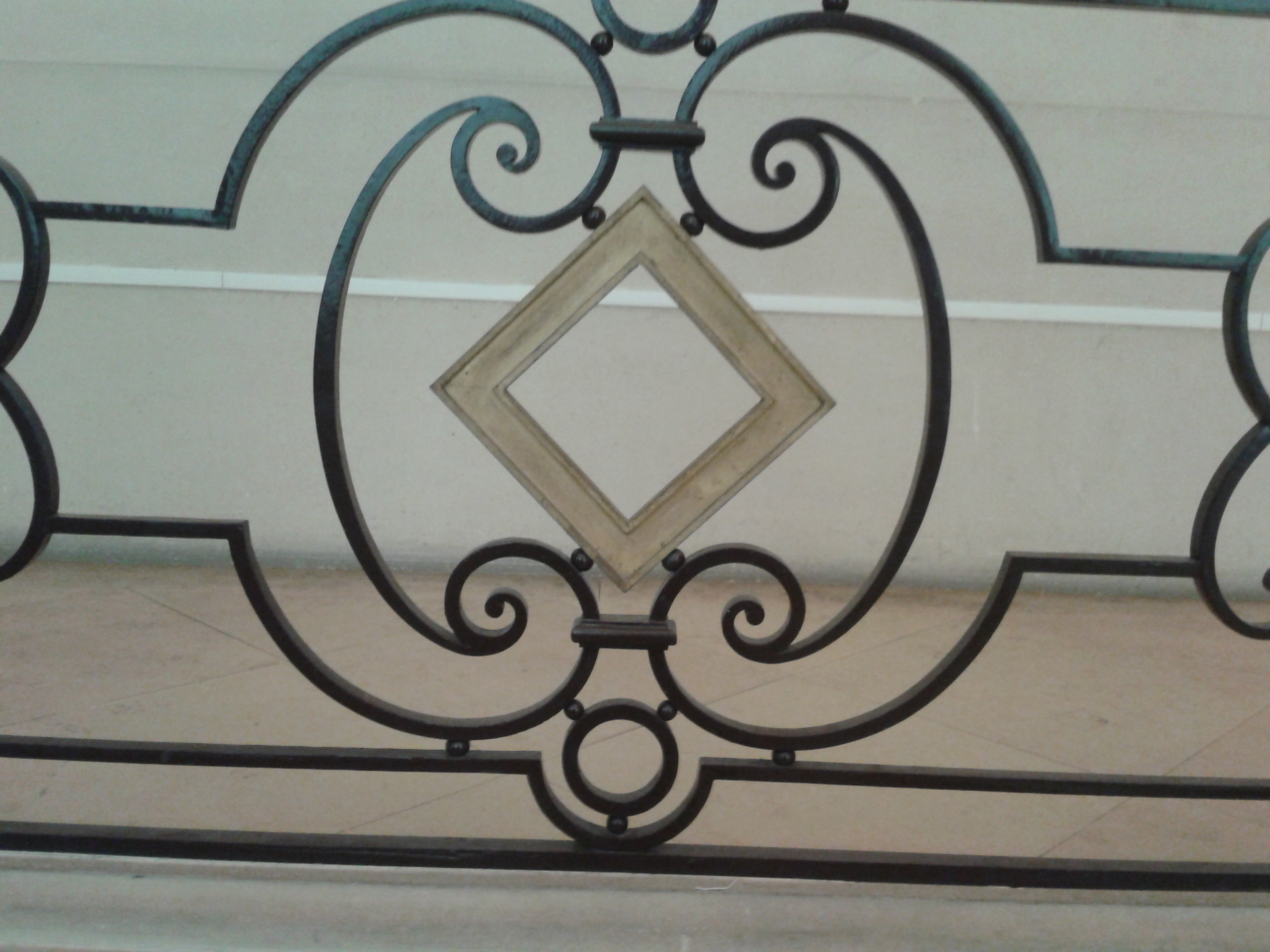
Balustrade de l'escalier d'honneur représentant une macle (meuble héraldique figurant dans les armes des Rohan).